# Чупров, Илья Михайлович
Илья Михайлович Чупров (1907—2003) — советский военный деятель и писатель, генерал-майор авиации. Начальник авиации Пограничных войск (1940—1963).

## Биография
Родился в 1907 году в городе Иркутске в рабочей семье. 
В 1926 году призван в ряды РККА. С 1929 года после окончания Омской пехотной школы был назначен командиром взвода в ОДОН НКВД СССР им. Ф. Э. Дзержинского. С 1932 года проходил службу в должностях командира курса Первой школы пограничной и внутренней охраны НКВД им. К. Е. Ворошилова, командиром бронеплощадки, начальником штаба Тбилисского конноартиллерийского дивизиона.
С 1935 года после окончания Борисоглебской авиационной школы ВВС РККА был командиром звена, командиром авиационного отряда и врио командира в 3-й авиационной эскадрильи погранвойск, участник борьбы с басмачеством, за храбрость в этой борьбе в 1938 году награждён Орденом Ленина.  
С 1938 года командир 6-го Минского Отдельного авиационного отряда пограничных войск. С  1939 года начальник авиационного отдела и помощник начальника ПВ НКВД СССР по авиации, одновременно с 1941 года командовал Отдельной авиабригадой ПВ НКВД СССР. В 1943 году участвовал в обеспечении доставки правительственной делегации на Тегеранскую конференцию. В 1943 году И. М. Чупрову было присвоено звание генерал-майора авиации, он стал первым генералом среди авиаторов-пограничников.
С 1946 года начальник лётной инспекции МВД СССР. В 1947 году окончил Военную академию имени М. В. Фрунзе в 1954 году ВАК АГШ им К. Е. Ворошилова. С 1954 по 1963 годы был начальником авиационного отдела ГУПВ КГБ СССР. 
С 1963 года в отставке, с 1963 по 1983 годы работал  научным сотрудником ВИНИТИ, в последующем занимался литературной деятельностью.
Умер в Москве в 2003 году.

## Труды
- Во главе пограничных войск: Воспоминания документы фотографии / И. М. Чупров. ВИНИТИ РАН, 2001 г.—242 с.
- История авиации пограничных войск : Люди, подвиги, техника / И. М. Чупров. - Люберцы : Гос. произв.-изд. комб. ВИНИТИ, 1999 г.—399 с.
- Под крылом-граница : [О погранич. авиации] / И. М. Чупров. - М. : Б. и., 1996 г.—193 с.
- Связь поколений / И. М. Чупров. - 2. изд., испр. и доп. - Люберцы : Гос. произв.-изд. комбинат ВИНИТИ, 1998 г.—177 с.
- Мы сами выбираем свою судьбу : (Воспоминания) / И. М. Чупров. - М. : Б. и., 1995 г.—70 с.
- Связь поколений : [Рассказ авиатора-пограничника о своей семье] / И. М. Чупров. - Люберцы : ВИНИТИ, 1997 г.—119 с.
- История авиации пограничных войск : [Посвящ. 65-летию] / И. М. Чупров, В. С. Новиков. - М. : Б. и., 1997 г.—485 с.

## Награды
- Двумя орденами Ленина
- Орден Красного Знамени
- Орден Суворова II ст.
- Орден Отечественной войны I ст.
- Два ордена Красной Звезды

### Награды РФ
- Орден Жукова (20.02.1997[3])

### Ведомственные награды
- Заслуженный работник НКВД
- Почётный сотрудник госбезопасности

### Литературные премии
- Лауреат литературной премии «Золотой венец границы» в номинации «Проза»[4].